# Istmo de Corinto

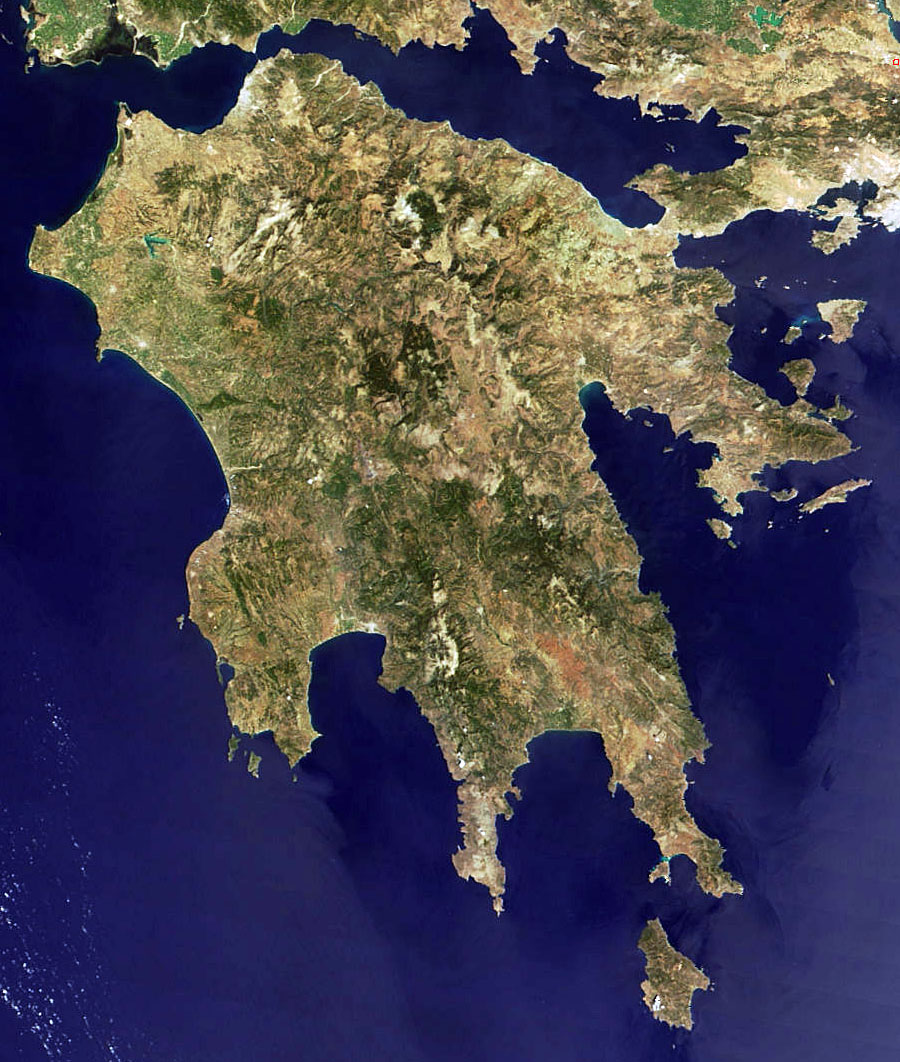
O istmo de Corinto fica no nordeste do Peloponeso

O istmo de Corinto liga a península do Peloponeso à parte continental da Grécia, perto da cidade de Corinto. A oeste do istmo situa-se o Golfo de Corinto e, a leste, o Golfo Sarónico. Desde 1893 o Canal de Corinto rasga cerca de 6,3 km do istmo, tornando, efectivamente, o Peloponeso numa ilha.